# ドコモ・モバイル
ドコモ・モバイル株式会社は、かつて存在したNTTドコモ100%出資の完全子会社。NTTドコモの端末保守・故障受付関連、通話サービスエリア品質調査、各種コールセンター業務、ドコモショップへの支援・研修業務、端末等リサイクル・再資源化業務のほか、ドコモグループのロジスティクス業務などを受け持つ「機能分担子会社」であった。
2008年12月1日にドコモ・センツウ株式会社を吸収合併し、同社の衛星電話、船舶電話事業を引き継いだ。
2014年7月1日にドコモ・サービス株式会社、ドコモ・ビジネスネット株式会社とともにドコモエンジニアリング株式会社が吸収合併。商号変更により株式会社ドコモCSとなった。

## 概要
かつては自動車電話の車種別フィッティング、及び取付けなどを主業務とする拠点を都内三カ所（青物横丁、練馬春日町、錦糸町）に持っていたが、現在その業務は収束している。
モバイルマルチメディア製品のデモンストレーション及び端末等の故障受付窓口として、有楽町電気ビルヂング内に「ドコモテクニカルサービススクエア丸の内」と、新宿NSビル内に「ドコモテクニカルサービススクエア新宿」の二拠点を持っていたが再編され、秋葉原UDXビル内に「ドコモ テクニカルラボ秋葉原」という、NTTドコモのショールームを兼ね備えたモバイルマルチメディア製品のテクニカルサポートと端末故障の受付専門窓口をもつ。
また、両国駅前のNTTドコモ墨田ビル内で「NTTドコモ歴史展示スクエア」を運営し、過去のドコモ携帯電話端末などを一堂に観ることができる（※予約制）。
コールセンター業務としては、NTTドコモ113センター（端末故障、エリア品質相談）やモバイルテクニカルセンター（データ通信サポート）を行った。

## 沿革
- 1995年
  - 9月1日 - ドコモ・モバイル株式会社設立、本社を新幹ビル（品川区東品川）に置く。
  - 10月1日 - 携帯電話等の故障修理及び車載機の取付工事等業務開始。
- 1996年7月 - 本社機能をJSプログレビル（大田区平和島）に移転。
- 2001年
  - 6月 - データ通信サポートデスク「社内向けサポートデスク（MM110番センター）」業務開始。
  - 10月 - 本社機能を国際赤坂ビル（港区赤坂）に移転。
- 2004年
  - 7月 - 「メロディーコール」サービス開始。
  - 11月 - NTTドコモ歴史展示スクエアの開設、運用業務開始。
- 2005年9月 - ドコモショップ運営業務（与野店）をドコモ・ビジネスネット株式会社へ移管。
- 2006年3月 - 秋葉原UDXにドコモ テクニカルラボ秋葉原開設。
- 2008年12月 - ドコモ・センツウを吸収合併。
- 2009年10月 - ドコモサービス北海道、ドコモモバイル東海、ドコモ・エンジニアリング関西、ドコモ・モバイルメディア関西、ドコモエンジニアリング九州から故障機物流・端末物流事業を譲受。
- 2014年7月 - ドコモ・サービス株式会社、ドコモ・ビジネスネット株式会社とともにドコモエンジニアリング株式会社が吸収合併。商号変更により株式会社ドコモCSとなる。

## 事業所
| テクノセンター - 新潟テクノセンター - 長野テクノセンター - 山梨テクノセンター - 茨城テクノセンター - 栃木テクノセンター - 群馬テクノセンター - 埼玉テクノセンター - 千葉テクノセンター - 丸の内テクノセンター - 新宿テクノセンター - 渋谷テクノセンター - 多摩テクノセンター - 神奈川テクノセンター 研修センター - 中央テクニカル研修センター | 衛星サービスセンター - 北海道衛星サービスセンター - 東北衛星サービスセンター - 首都圏衛星サービスセンター - 東海衛星サービスセンター - 関西衛星サービスセンター - 中国衛星サービスセンター - 四国衛星サービスセンター - 九州衛星サービスセンター コールセンター - 東京113センター - 名古屋113センター - 衛星カスタマーセンター - モバイルテクニカルセンター - テクニカルサポートセンター | ショールーム・サービスフロント - ドコモテクニカルラボ秋葉原 端末保守物流拠点 - 札幌端末センター - 東京端末センター - 大阪端末センター - 福岡端末センター - ケータイ保証ロジスティクスセンター - 大阪衛星機材センター 商品物流拠点 - 札幌ロジスティクスセンター - 東京ロジスティクスセンター - 名古屋ロジスティクスセンター - 大阪ロジスティクスセンター - 福岡ロジスティクスセンター |

## 2014年合併前の関連会社

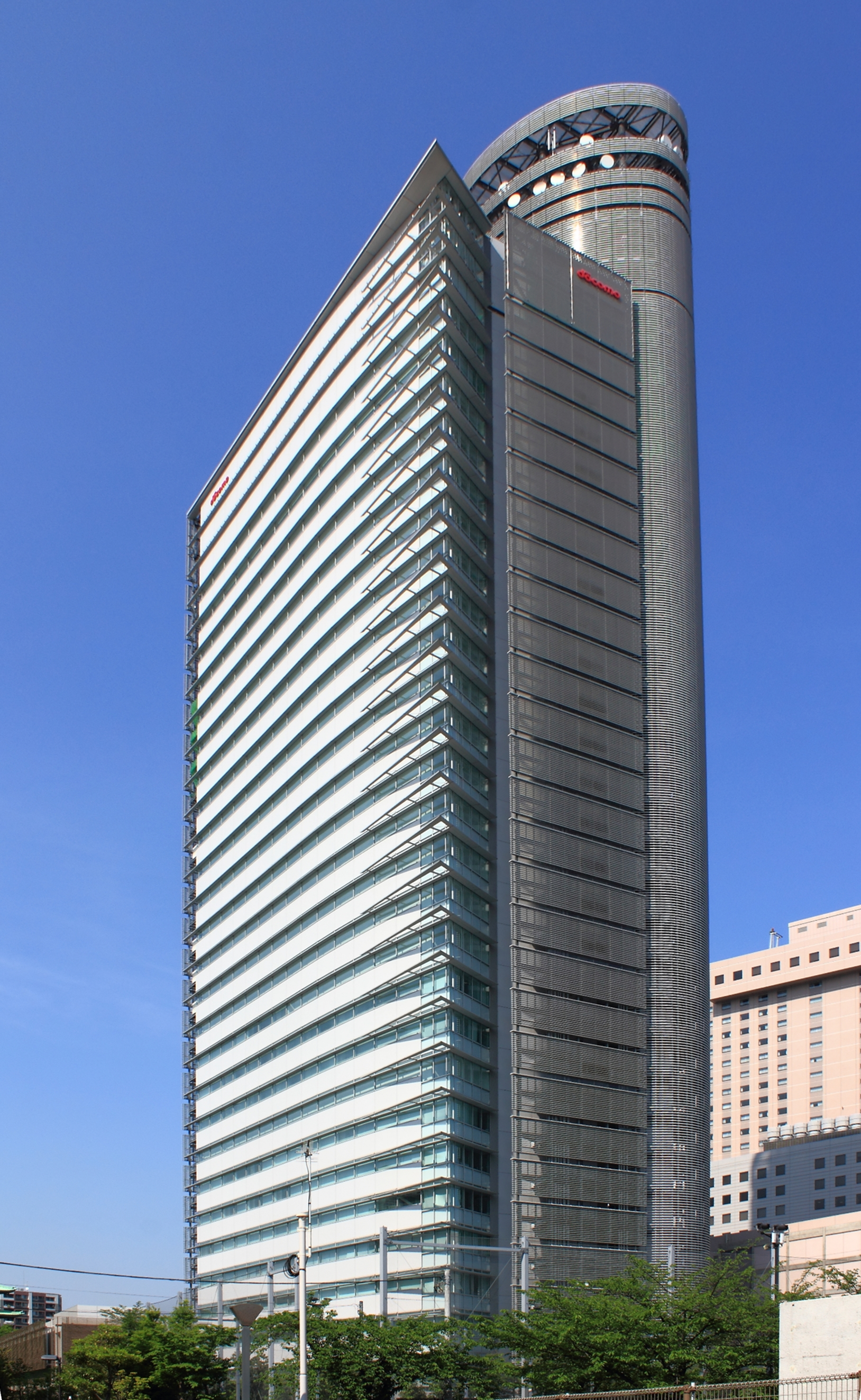
歴史展示スクエアのある
NTTドコモ墨田ビル

- ドコモモバイル東海株式会社
- ドコモモバイル中国株式会社
- ドコモ・モバイルメディア関西株式会社
- ドコモエンジニアリング株式会社
- ドコモ・サービス株式会社
- ドコモ・サポート株式会社
- ドコモ・システムズ株式会社
- ドコモ・ビジネスネット株式会社
- ドコモ・テクノロジ株式会社